# Annie Fortems
Annie Fortems est une pionnière du football féminin français. Elle a été cofondatrice et capitaine de la section féminine du club de football de l'ES Juvisy (Essonne), transformé en club autonome sous le nom de FCF Juvisy en 1984 puis devenu la section féminine du Paris Football Club en 2017 après la fusion avec le club parisien.

## Biographie
Annie Fortems commence le football à l'âge de six ans, dans la cité de l'Air d'Athis-Mons où elle vit avec ses frères et sœurs.
En 1971, elle est cofondatrice de la section féminine au sein du club masculin de l'Étoile sportive de Juvisy-sur-Orge. À la suite de l'intégration du football féminin en mars 1970 par la Fédération française de football, elle participe au premier championnat de Paris (1971/1972),, et à la première Coupe de Paris. De 1971 à 1984, elle est capitaine de cette équipe féminine du club de Juvisy. Dès 1976, elle contribue avec ses coéquipières à la montée de l’équipe au plus haut niveau, en championnat de France.
En 1977, elle est la première pré-sélectionnée en Équipe de France et participe au stage du 12 au 14 avril 1977 à l'Institut national des sports à Vincennes. Elle est ensuite pré-sélectionnée à deux autres reprises. En raison de ses responsabilités professionnelles en tant que gérante d’entreprise, à une époque où le statut de joueuse professionnelle n’existe pas, elle ne peut toutefois pas s’engager en équipe de France.
Le 27 mai 1979, elle remporte le tournoi international de Bruxelles au stade du Heysel, dans le cadre de la célébration du millénaire de la ville, en battant les championnes de Belgique et des Pays-Bas et les finalistes de la Coupe d’Angleterre. Cet exploit ouvre aux Juvisiennes les portes du tournoi international de Eindhoven/Braakhuisen (Pays-Bas), compétition qu'Annie Fortems et ses coéquipières remportent en 1980 et 1981.
Elle est l'une des cinq joueuses du Championnat de France à avoir apporté, à son initiative, un soutien officiel à la capitaine du club d'Étrœungt, triple championne de France, avant sa convocation devant la Commission plénière du football féminin de la FFF du 3 mai 1982 où elle se voit infliger une suspension de six mois pour avoir dénoncé publiquement les carences des instances à l’égard du développement du football féminin.  
Depuis 1981, Annie Fortems intervient dans les médias télévisés,,,,, dans la presse,,,,,,,,,, à la radio,, sur les réseaux sociaux et dans des podcasts afin de développer le thème de l'insertion des femmes dans le monde sportif.
Elle a également signé un article sur le football féminin dans la revue Mouvements.
Le 25 avril 2019, elle participe aux festivités des cinquante ans du Paris Football Club. Avec Marinette Pichon, elle donne le coup d'envoi fictif du match Paris FC-Montpellier, match comptant pour la 21e journée de D1 Féminine, au stade Charléty, devant 3 500 spectateurs. 

## Distinctions
Pour son engagement de quarante années pour les droits des femmes dans le sport et l’entreprise, contre les discriminations et l’exclusion, elle reçoit la Légion d'Honneur en 2016 et la médaille Vermeil de la ville de Paris en 2019.

## Publication
- « Le football féminin face aux institutions : maltraitance et conquêtes sociales », Mouvements, no 78,‎ février 2014, p. 90-94 (lire en ligne)